# Daihatsu Taft

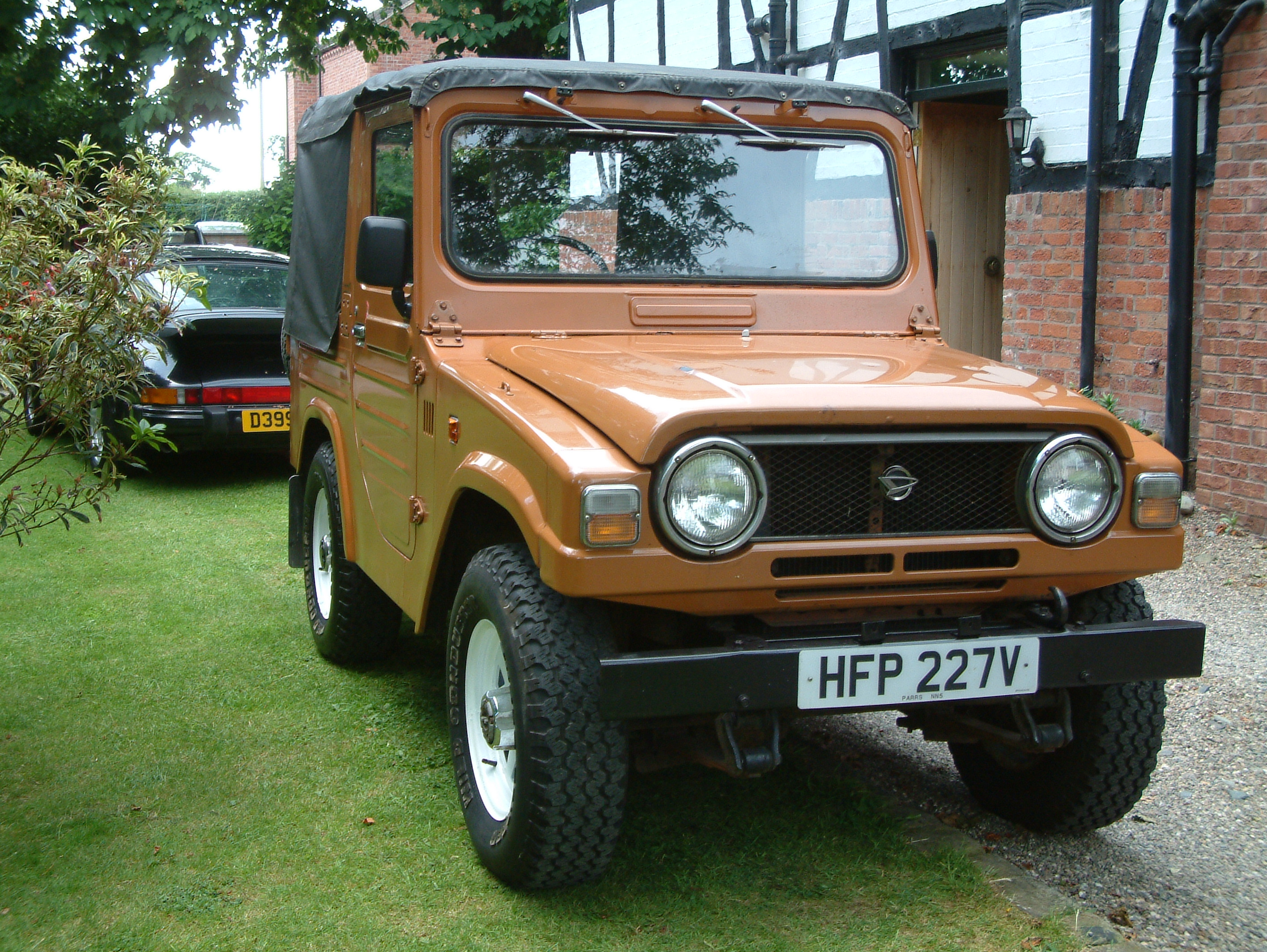
Daihatsu Taft F50 (1979)

Daihatsu Taft is een 4x4-voertuig, gebouwd door Daihatsu tussen 1974 en 1984. Hij stond ook bekend als de Daihatsu Scat. De Daihatsu Taft was ongeveer gelijk aan de Suzuki Samurai en werd later vervangen door de Daihatsu Rocky.

## Geschiedenis
De eerste Taft was de F10, geïntroduceerd in 1974. Deze had een 1,0 liter benzinemotor en een manuele vierbak met tussenbak. De F10 was in een versie met korte wielbasis ("SWB") verkrijgbaar met softtop of hardtop.

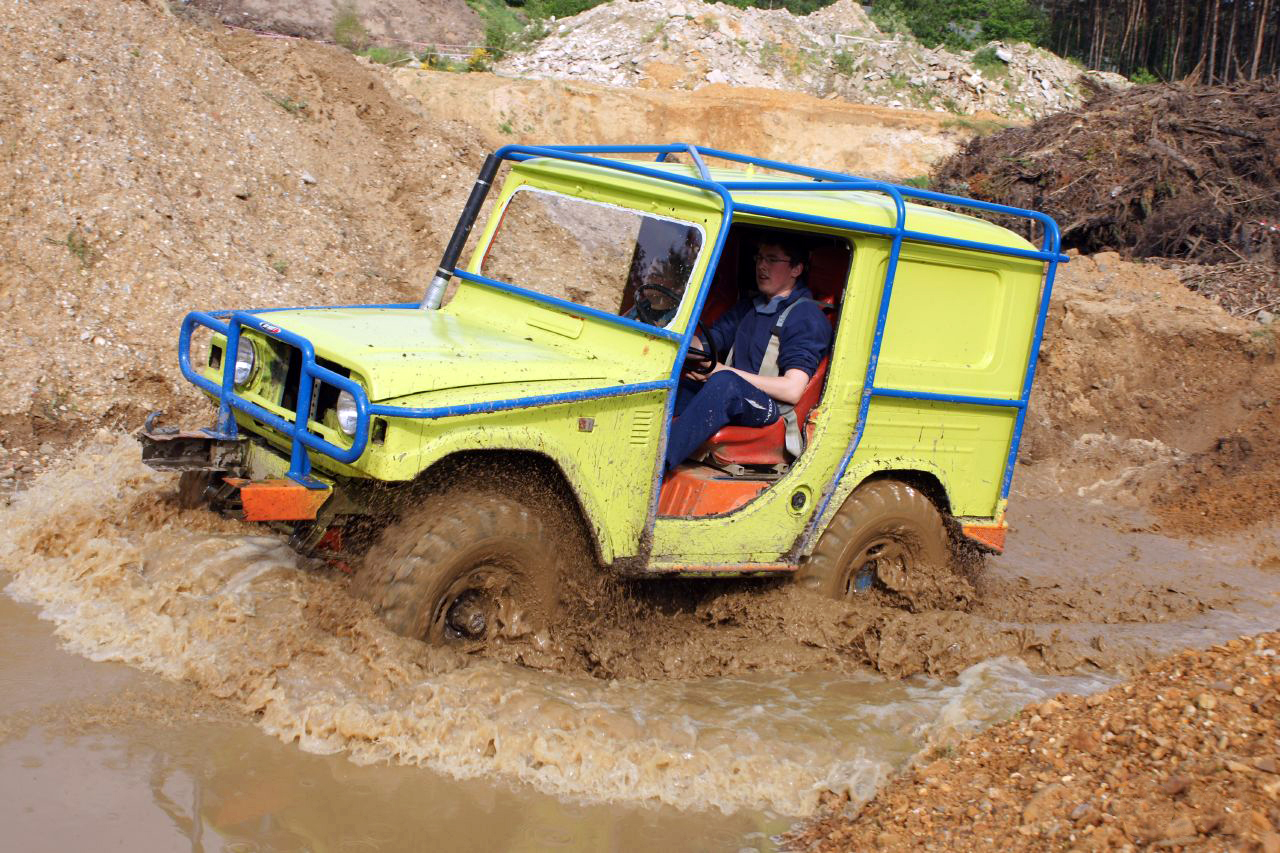
Daihatsu Taft F50, geprepareerd voor offroadgebruik

Rond 1977 werd de F10 vervangen door de F20-reeks met een iets zwaardere 1,6 liter benzinemotor. Rond die tijd werd ook de F50 2,5 liter diesel geïntroduceerd met motorcode "DG". Beide modellen hadden een verbeterde overbrenging en waren verkrijgbaar in een korte wielbasis met softtop of hardtop. In 1979, werden de pick-upversies van de F20 en F50 geïntroduceerd als de modellen F25 en F55. Rond 1983 werden de F20/F25-modellen geïntroduceerd als "De Luxe"-versie en met een optionele vijfbak. Diezelfde tijd werden de F50/F55-modellen vervangen door de F60 en F65 met een 2,8 liter diesel, ook als De Luxe en met optionele vijfbak.
Tussen 1981 en 1984 verkocht Toyota de Taft onder de naam Toyota Blizzard. De motor was de 2,2 liter diesel, de LD10 Blizzard had dezelfde opties als de Taft.
In 1984 werd de Taft vervangen door de welbekende Rocky. Deze is in Indonesië nog altijd bekend als de Daihatsu Taft GT.
In productie:
Copen ·
Cuore ·
Hijet ·
Materia ·
Sirion ·
Terios ·
Trevis
Concepts:
Mud Master C
Niet meer in productie:
Applause ·
Charade ·
Charmant ·
Consorte ·
Compagno ·
Fellow ·
Feroza ·
Gran Move ·
Max Cuore ·
Move ·
Rocky ·
Taft ·
Valéra ·
YRV